# Mistrovství Evropy v zápasu ve volném stylu 2003
Mistrovství Evropy v zápasu ve volném stylu mužů a žen proběhlo v Rize (Lotyšsko).

## Muži
| Kategorie | Zlato               | Stříbro           | Bronz                |
| --------- | ------------------- | ----------------- | -------------------- |
| 55 kg     | Namig Abdullajev    | Amiran Kardanov   | Mavlet Batyrov       |
| 60 kg     | Anatol Guidea       | Arif Kama         | Petru Toarcă         |
| 66 kg     | Irbek Farnijev      | Elbrus Tedejev    | Ömer Çubukçu         |
| 74 kg     | Árpád Ritter        | Alexander Leipold | Murad Gajdarov       |
| 84 kg     | Revaz Mindorašvili  | Mamed Agayev      | Vadim Lalijev        |
| 96 kg     | Chadžimurat Gacalov | Fatih Çakıroğlu   | Vadim Tasojev        |
| 120 kg    | David Musulbes      | Serhij Prjadun    | Aleksandre Modebadze |

## Ženy
| Kategorie | Zlato                 | Stříbro                | Bronz                |
| --------- | --------------------- | ---------------------- | -------------------- |
| 48 kg     | Brigitte Wagner       | Liliya Kaskarakova     | Angélique Berthenet  |
| 51 kg     | Natalja Karamčakovová | Ida Hellström          | Alexandra Engelhardt |
| 55 kg     | Natalija Golcová      | Sofía Pumpuridu        | Sylwia Bileńska      |
| 59 kg     | Monika Michaliková    | Stefanie Stüber        | Olha Kryhina         |
| 63 kg     | Lene Aanes            | Nikola Hartmann-Dünser | Sara Eriksson        |
| 67 kg     | Lise Legrand          | Valeriya Zlatova       | Ewelina Pruszko      |
| 72 kg     | Anita Schätzle        | Kateřina Hálová        | Monika Kowalska      |